# Црква Светог Ђорђа у Софији
Црква Светог Ђорђа у Софији (буг. Свети Георги (ротонда в София)), која се назива и Ротонда Светог Ђорђа, најстарија је очувана грађевина у Софији. Потиче из 4. века, мада је претворена у цркву тек у 6. веку. После обимне реконструкције поново је отворена за јавност 1998, први пут после 70 година.

## Историја
Ротонда је део античког комплекса зграда који је подигнут почетком 4. века, за време владавине императора Констатина Великог - римског цара од 306 - 337. године. У то време град Сердика (данашња Софија) био је богат храмовима, купатилима и зградама са мермерним фасадама, изграђеним још од када је Сердика 106. године проглашена за муниципијум. У римској држави то је била тзв. друга класа градова, чији је статус био испод колонија - имали су властиту самоуправу, али њихови грађани нису имали римско држављанство него тек тзв. латинско право. Ротонда је подигнута од цигле и на темељу старе грађевине.
Прва истраживања обавио је истакнути бугарски историчар и археолог проф. Богдан Филов почетком 20. века. Своје закључке он је објавио 1933. године. По њему у доба Римљана зграда је била градско купатило. Али он је погрешио, јер је своје тврдње заснивао само на резултатима делимичних ископавања. Филов је претпоставио да су откривене просторије део зграде, у чијим су се нишама налазили мали базени, што је видно и сада. Просторије су биле са системом подног грејања (хипокаустом) што је било обавезно за свако римско купатило.
Ротонда је претворена у цркву највероватније у 6. веку, за време владавине Јустинијана Великог (527 - 565), када је и први пут осликана. Од овог осликаног слоја очуван је тек мали фрагмент у северозападној ниши. Најранији средњевековни осликани слој је из 10-11. века, а касније фреске су из 12. и 14. века. 
Година 1939-1940 обављена су обимнија истраживања ротонде којима је претпостављено да су базени у ствари систем заштите од високих нивоа подземних вода. Помињан је и „чудотворни бунар” источно од ротонде, и да је света вода одвођена у ротонду за пиће. Постоји и објашњење да је ротонда била посвећена хришћанским мученицима и да је служила као мартирион, а да су базени коришћени за ритуално прање њихових моштију. Ипак, и поред тога што базен није у средишту крстионице, већ се обред вршио у више малих базена у нишама, данас се сматра да је у раном хришћанском добу била баптисеријум (капела која је служила као крстионица).
После два века коришћења, купола као и сводови бочних просторија су се срушили, што је последица можда земљотреса, или најезде Гота у 4, или Хуна у 5. веку. Тек у 10. веку, кад је Сердика била у границама Првог бугарског царства, ротонда је обновљена, поново осликана, а у 15. веку проглашена за митрополитску цркву.
За време турске владавине претворена је у џамију, када су фреске покривене малтером, и тек након обнављања бугарске државе, повратила је своју стару функцију.
Године 1469. овде су недељу дана држане мошти Светог Јована Рилског, на њиховом путу од Трнова до Рилског манастира. У њој су чуване и мошти српског краља Светог Стефана Уроша II Милутина (1282 - 1321), које су касније пренете у Цркву Свете недеље.

## Карактеристике
Ротонда је цилиндричног облика и представља грађевину са куполом која је подигнута на квадратној основи. Ширина, односно пречник је 9,75 м, а висина куполе је 13,70 м. У њеној унутрашњости су откривена три слоја фресака, од којих најстарији потиче из 10. века. Куполу красе фреске 22 пророка, високе 2 метра.